# 卡拉蜆蝶屬
卡拉蜆蝶屬（學名：Colaciticus）是蜆蝶亞科蜆蝶族裡的一個屬。共有3個物種，分佈於新熱帶界。物種外表擬態模仿燈蛾科-燈蛾亞科、尺蛾科和舟蛾科-透翅舟蛾亞科的物種。

## 物種
- 斑卡拉蜆蝶 Colaciticus banghaasi
- 卡拉蜆蝶 Colaciticus johnstoni = 喬丹卡拉蜆蝶 C. jordani
- Colaciticus seitzi

## 腳註
1. ↑  Brower, Andrew V. Z. 2012. Colaciticus Stichel 1910. Version 12 March 2012 (under construction). http://tolweb.org/Colaciticus/104642/2012.03.12 （页面存档备份，存于） in The Tree of Life Web Project, http://tolweb.org/ （页面存档备份，存于） （英文）

## 外部連結
- Colaciticus - funet.fi